# Энеа (фильм)
«Энеа» (итал. Enea) — фильм итальянского режиссёра Пьетро Кастеллитто. Участвовал в основной программе 80-го Венецианского кинофестиваля (август—сентябрь 2023 года).

## Сюжет
Главные герои фильма — члены семьи, живущей в одном из предместий Рима и связанной с мафией.

## В ролях
- Бенедетта Поркароли
- Пьетро Кастеллитто

## Премьера и восприятие
Фильм показали на 80-м Венецианском кинофестивале 5 сентября 2023 года. Он был включён в основную программу.